# Playa Paso Caballos
Playa Paso Caballos är en liten badort vid Stillahavskusten i kommunen Corinto i västra Nicaragua. Den ligger i comarcan Isla Paradones (61 invånare, 2005), några hundra meter sydväst om Paso Caballo i kommunen El Realejo. Förutom sol och bad är Playa Paso Caballos känd för sina restauranger med färsk fisk och skaldjur.